# Hidetoshi Hoshino
Hidetoshi Hoshino (geb. 1929 auf Hokkaidō (Japan); gest. 25. Januar 1991) war ein Wirtschaftshistoriker mit Schwerpunkt mittelalterliche Geschichte Italiens. Mit über 40 Veröffentlichungen, schwerpunktmäßig zur Wirtschaftsgeschichte des spätmittelalterlichen Florenz, gilt er als einer der Experten für die mittelalterliche Wirtschaftsgeschichte der Stadt.

## Werdegang
Hidetoshi Hoshino schloss sein Studium an der Fakultät für Wirtschaftswissenschaften der Universität Tokio ab und siedelte 1962 mit einem Stipendium der italienischen Regierung nach Italien über, wo Dozent an der Università Commerciale Luigi Bocconi in Mailand und 1976 Professor für Handels- und Schifffahrtsgeschichte im Mittelalter an der Fakultät für Literatur und Philosophie der Universität Bologna wurde. Eine Bestätigung als außerordentlicher Professor folgte 1982. Ab 1987 lehrte er zusätzlich vertretungsweise an der Fakultät für Literatur und Philosophie der Universität Florenz Handels- und Schifffahrtsgeschichte.
1976 wurde er zum ausländischen Mitglied der toskanischen Deputation für Heimatgeschichte ernannt. Das Archivio Storico Italiano erinnerte 1994 mit zwei Beiträgen, die im Rahmen seiner Gedenkfeiner im Paläographiesaal des Staatsarchivs von Florenz für ihn vorgetragen wurden, an den Verstorbenen.

## Veröffentlichungen
- Hidetoshi Hoshino: Industria tessile e commercio internazionale nella Fire del tardo Medioevo. Hrsg. von Franco Franceschi und Sergio Tognetti. Florenz 2001 (Biblioteca Storica Toscana, Serie 1, vol. 3).